# Хромосома 17 (людина)

Ідіограма 17-ї хромосоми людини

Хромосома 17 є однією з 23 пар хромосом людини. За нормальних умов у людей дві копії цієї хромосоми. 17-та хромосома має у своєму складі 81 млн пар основ або 2.5-3 % від загальної кількості нуклеотидів в ДНК клітин.

Ідентифікація генів кожної хромосоми є пріоритетним напрямком наукових досліджень у генетиці. Проте дослідники застосовують різні підходи щодо визначення числа генів у кожній хромосомі, внаслідок цього дані щодо їх кількості демонструють різні цифри. Це також стосується і хромосоми 17, в якій налічується від 1 200 до 1 500 генів. Крім того, хромосома 17 містить кластери гомеобоксу В.

## Гени
Найбільш вивченими генами, що розташовані в хромосомі 17 є такі:
- ABHD15
- ACADVL
- ACTG1:
- ASPA: аспартоацилаза, асоційована з хворобою Канавана
- BRCA1: ген  раку молочної залози тип 1
- C1QL1
- C1QTNF1
- C17orf47
- C17orf49
- C17orf50
- C17orf51
- C17orf53
- C17orf58
- C17orf62
- C17orf64
- C17orf67
- C17orf75
- C17orf77
- C17orf78
- C17orf80
- C17orf82
- C17orf97
- C17orf98
- C17orf99
- C17orf100
- C17orf102
- C17orf105
- C17orf107
- C17orf112
- CBX1:
- COL1A1
- CTNS
- ERBB2
- FASN
- FLCN
- GALK1
- GFAP
- KCNJ2
- MYO15A
- NF1: нейрофібромін 1 (нейрофіброматоз, хвороба Реклінгаузена, хвороба Вотсона)
- PMP22
- S6K
- SHBG
- SLC4A1
- SLC6A4: Транспортер серотоніну
- TMC6 та TMC8
- TR: Рецептор тиреоїдного гормону
- TP53: протеїн p53
- USH1G: синдром Ушера (автосомнорецесивний тип)
- RAI1
- RARA
- RHBDF2
- GRB7
- Хемокіни класу СС: CCL1, CCL2, CCL3, CCL4, CCL5, CCL7, CCL8, CCL11, CCL13, CCL14, CCL15, CCL16, CCL18, та CCL23

## Хвороби та розлади
З генами 17-ї хромосоми асоційовані наступні хвороби та розлади:
| - Синдром мікроделеції 17q21.31 - Хвороба Вільяма Александера - Синдром Андерсена-Тавила - Синдром Бирт-Хогг-Дюба - Рак сечового міхура - Рак молочної залози - Кампомелічний синдром - Хвороба Канавана - Цереброретинальна мікроангіопатія з кальцифікаціями та кістами - Хвороба шарко-марі-тута - Хвороба шарко-марі-тута, тип 1 - Кортікобазальна дегенерація - Цистиноз - Депресія - Синдром Елерса — Данлоса - Синдром Елерса — Данлоса, артрохаластичний тип - Синдром Елерса — Данлоса, класичний тип - Бородавчаста епідермодисплазія | - Галактоземія - Глікогеноз II типу: хвороба Помпе - Синдром Ховела-Еванса - Синдром Лі-Фраумені - MODY-діабет тип 5 - Синдром Міллера-Дікера - Нейрофиброматоз тип 1 - Несиндромна глухота - Незавершений остеогенез - Незавершений остеогенез тип 1 - Незавершений остеогенез тип 2 - Незавершений остеогенез тип 3 - Незавершений остеогенез тип 4 - Синдром Сміта-Магеніса - Синдром Ушера - Синдром Ушера тип 1 - Дефіцит довголанцюгової ацил-коензим А дегідрогенази |

## Зовнішна посилання
Genetics Home Reference — Хромосома 17 [Архівовано 1 січня 2018 у Wayback Machine.]